# 阿蒙森山
67°14′S 100°45′E / 67.233°S 100.750°E
阿蒙森山（英語：Mount Amundsen）是南極洲的山峰，位於威爾克斯地的登曼冰川以東，處於桑多山東北面20公里，以挪威探險家羅爾德·阿蒙森命名，現時由南極條約體系管理。